# Савинцев, Валерий Михайлович
Валерий Михайлович Савинцев (11 сентября 1944, Хабаровск — 24 ноября 2020, Комсомольск-на-Амуре, Хабаровский край) — бригадир слесарей-сборщиков завода имени Ленинского Комсомола Министерства судостроительной промышленности СССР. Полный кавалер ордена Трудовой Славы (1975, 1981, 1991).

## Биография
Родился 11 сентября 1944 года в городе Хабаровск Хабаровского края.
В 1962 году окончил ремесленное училище, после чего начал работу на заводе № 199 имени Ленинского Комсомола (ЗЛК, ныне — ПАО «Амурский судостроительный завод») в Комсомольске-на-Амуре. В 1963—1968 годах служил в ВМФ СССР на подводной лодке, где был старшиной команды электриков, комсоргом молодёжной организации экипажа. В 1966 году стал членом КПСС.
В 1968 году, после увольнения из рядов ВМФ, вернулся на ЗЛК слесарем-сборщиком корпусов подводных лодок цеха № 17. В 1972 году возглавил в стапельном цеху первую на предприятии комсомольско-молодёжную бригаду. Под его началом бригада стала одной из лучших производственных единиц предприятия, практически ежегодно подтверждая свое звание «Лидер трудового соревнования».
Указами Президиума Верховного Совета СССР от 25 июля 1975 года и от 10 марта 1981 года за успехи, достигнутые при строительстве и досрочной сдаче специальной техники, был награждён орденами Трудовой Славы 3-й и 2-й степеней.
«Закрытым» указом Президента СССР от 22 апреля 1991 года за проведение испытаний и освоение серийного производства новой техники был награжден орденом Трудовой Славы 1-й степени, став таким образом одним из последних полных кавалеров ордена Трудовой Славы.
С 2000 года — на пенсии. К моменту ухода на заслуженный отдых имел пятый, наивысший разряд сборщика корпусов механических судов, был председателем трудового коллектива стапельного цеха и председателем Совета бригадиров завода. Последние годы жизни прожил в Комсомольске-на-Амуре. Скончался в конце ноября 2020 года.

## Награды
- орден Трудовой Славы:
  - 1-й степени (22.04.1991);
  - 2-й степени (10.03.1981);
  - 3-й степени (25.07.1975);
- медали, в том числе:
  - медаль «Ветеран труда»;
- Ударник девятой, десятой и одиннадцатой пятилеток;
- Победитель соцсоревнования;
- Лучший наставник Хабаровского края;
- Знак «Отличник качества» и право использования личного клейма.